# 生命權

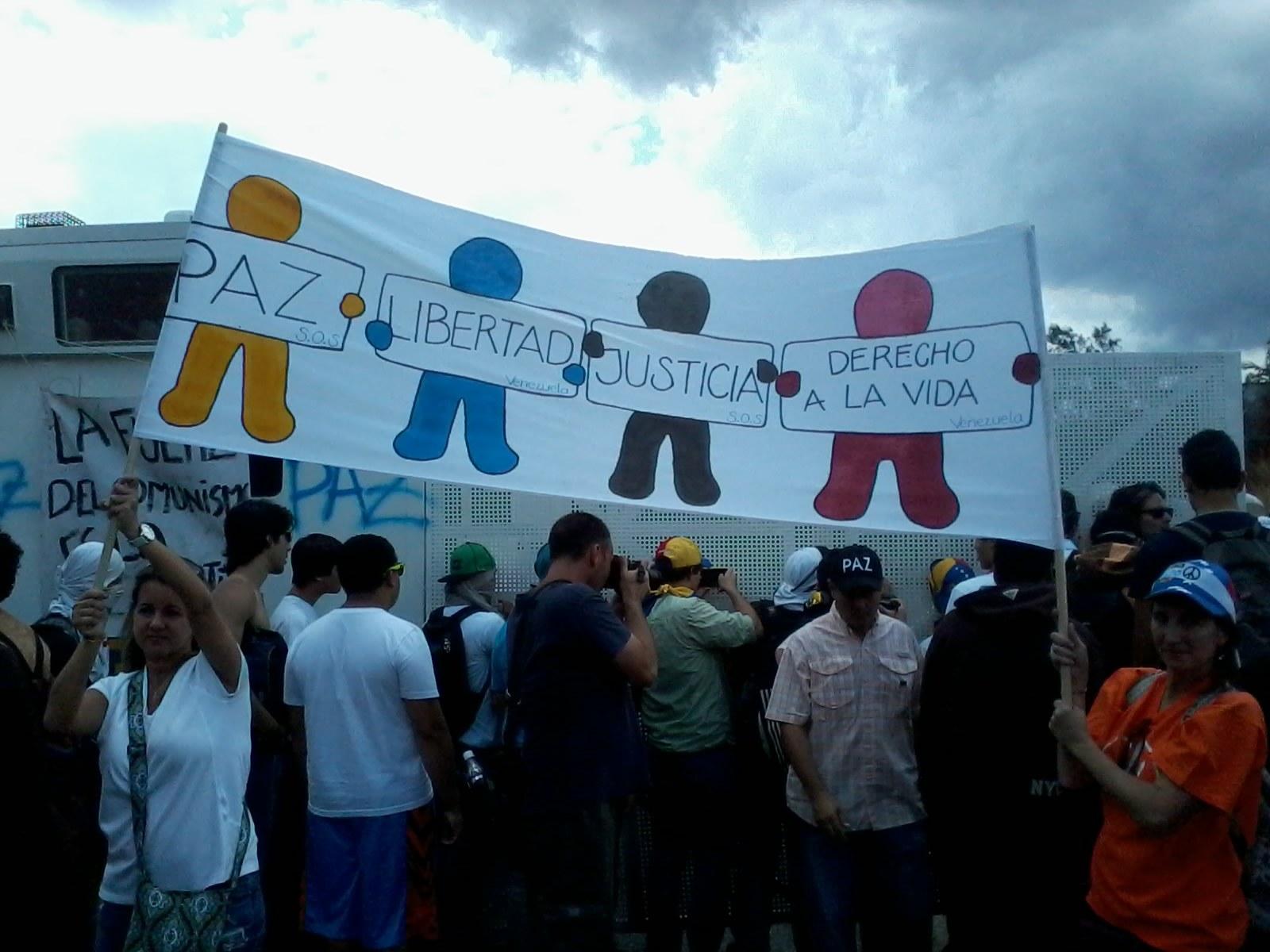
2014年委內瑞拉抗議活動的抗議者，其手上鎖匙的標語的內容為「和平、自由、正義、生命權」

生命權（英語：Right to life）指的是活到終享天年、壽終正寢那一刻的權利，尤其指的是免於被包括政府在內的他人殺害的權利，不分性別、年齡、族群或其他因素，生命權在多數狀況下，都是世界上所有人生來不可分割的權利。關于生命權的爭議主要在道德層面，包括墮胎、死刑、警察合法殺人的限制和安樂死等。
生命權記於美國獨立宣言「生命權、自由權、追求幸福權」，也記於世界人權宣言第三條「人人有權享有生命、自由和人身安全」。
一般各國的刑法都將侵害他人生命權的罪行量刑最重。在墮胎的問題上，絕大部分的國家均有容許合法墮胎的法律，並被普遍認為這屬于女性的人權和公民權利，即使存在墮胎權的道德爭論，但現時普遍人們均認為女性在一定程度上法律許可下應有合法墮胎的權利，而國際上對是否容许死刑和安樂死的法律問題存在爭议。天主教會的教義基於對人的生命權的捍衛，均反對墮胎、死刑和安樂死。

## 爭議焦點

### 墮胎
墮胎爭議在許多人之間是一個具有爭議性的問題，在社会意见上，关于胎儿的生命权，尤其關於胎儿是否定义为人、何時胎兒可以算人，和女性是否有權進行合法墮胎等问题上充满爭议，因为这牽涉女性墮胎权的公民權利爭议，亦牽涉墮胎存在的道德问题。天主教會的立場視胎兒為生命，因此反對墮胎。
在不少女性主義者及法律學者來說，墮胎權是女性的基本人權，關乎性別平等及女性的身體自主權；然而在另一方面，對很多人而言，墮胎本質上是一個道德問題：包括有關於人格的開始、胎兒的生存權利，以及女性對自己身體的自主權利等。反墮胎一方認為因為胎兒終究會變成人，且人有生命權，所以胎兒有生命權，故無論任何原因都不可除去胎兒生命，包括墮胎；支持墮胎的一方則認為胎兒不是人，胎兒沒有生命權，可以墮胎除去。

### 死刑
关于死刑存廢爭議，支持死刑者認為，保留死刑有助於預防犯罪，特別是謀殺率，部分其認為剝奪他人生命權的人（特別是死刑罪犯）不應給予生命權和改變的機會；反對死刑者則認為，廢除死刑意味著人或法律皆無權剝奪他人的生命。歐盟和聯合國均反對死刑，加入歐盟的國家均必須沒有任何涉及死刑的法律（若有死刑則必須廢除死刑），涉及謀殺的法律一般以終身監禁為代替死刑。天主教會基于對生命權的捍衛，亦反對死刑。
雖然有些研究指出死刑對謀殺缺乏嚇阻效果，但也有不少基於犯罪率數據的量化研究都指出死刑的嚇阻效果，這其中包括Naci Mocan等傾向廢除死刑的人做的研究，一個綜合1996年至2010年關於美國死刑嚇阻效果的24篇研究的列表顯示，在這24篇研究中，有17篇明確指出死刑有嚇阻效果，有5篇明確指出死刑沒有嚇阻效果，兩篇則認為嚇阻效果不明確；而这两篇論文中，有其中一篇指出死刑嚇阻效果存在，但證據薄弱。另外在這24篇研究中，其中一篇（Yang & Lester, 2008）為對死刑嚇阻效果的後設分析，而該篇後設分析明確支持死刑有嚇阻效果的說法，但該篇文章也說，死刑嚇阻效果的呈現結果，和研究所用的方法相關，
聯合國大會在2007年、2008年、2010年、2012年、2014年和2016年等多次大會上通過無約束力的決議，呼籲所有國家停止執行死刑，並希望各國最終廢除死刑。

### 警察殺人
目前已有對於警察執法的人權標準的系統出現，這系統認為，國際人權法對於所有國家政府的政策執行者都具有約束力，而這些政策執行者必須清楚理解國際人權標準並應當有能力遵守。在多數狀況下，生命權是世界上所有人生來不可分割的權利；然而在一些狀況之下，國家的政策執行者可能必須採取激烈行動，而這可能導致執法者殺人。
在警察執法的人權標準下，對於警察何時可以殺人這點，有著嚴格的規範，執法者所採取的任何致死行動，都必須在遵守特定規則的狀況下實行，而這些規則會記於警察人權標準的口袋書的「動武」（Use of force）一節中。在這些口袋書中，對於使用致死武力的戒律基本上為在動武前，必須先窮盡所有非暴力的手段，而在動武時，使用的武力必須合適，不可太超過；所謂的「合適的武力」包括使用致死武力在內，且在一些情境下也確實如此，假若警察真心相信終結一個人的生命可以保全其他人的生命，那他就可以動武；另外口袋書也在「動武和用槍的責任」一捷中指出在警察殺人的權力方面，國家必須採取最嚴格的措施，以確保執法單位在道義上的誠信。

### 安樂死
关于安樂死合法化的爭議，支持者認為安樂死可以減少病患者的痛苦，亦可以讓人們有自行選擇的權利，但反對者認為無人有權去剝奪他人的生命。反對者包含部份的衛道人士，譬如某些衛道人士批評安樂死是在鼓勵人們自殺，而天主教會亦反對安樂死。
此外，當事人的意願、醫生主動執行安樂死是否合乎道德等，也是安樂死爭議的焦點之一。

### 自殺
自杀哲学提出了一系列问题，包括什么构成了自杀、自杀是否可能是理智的选择、以及自杀的道德容许度如何。自杀是否在道义上可以接受，哲学家们对这一问题的看法褒贬不一：有的强烈反对（认为自杀是违背伦理和道德的），有的则认为自杀是任何人神圣而不可侵犯的权利（即使对健康的年轻人也是如此），认为他们是在理智而不违背良心的情况下做出结束自己生命的决定的。
反对自杀的哲学家包括一些基督教的哲学家，例如希波的奥古斯丁和托马斯·阿奎那、伊曼努尔·康德和颇具争议的约翰·斯图尔特·密尔——密尔重视自由和自主的重要性，因此他反对可能阻碍某人无法自主做出未来决策的选择。其他哲学家则认为自杀是个人的合法选择。这一观点的支持者则认为任何人都不应在违背自己意愿的情况下被迫受苦受难，特别是在患有无法治愈的疾病、精神疾病或年纪老迈而没有改善余地时。他们拒绝承认自杀行为永远是不理智的说法，认为自杀对于长期受到巨大疼痛或创伤的困扰的人群来说，是一个有效的最终解脱方式。更为激进的一种说法则认为，应当允许人们自由选择是生是死，不论他们是否受到折磨。这一思想流派的著名支持者包括：苏格兰经验主义者大卫·休谟和美国生物伦理学家雅各布·阿佩尔。